# Aitana Sánchez-Gijón
Aitana Sánchez-Gijón De Angelis (Roma, 5 novembre 1968) è un'attrice spagnola.

## Biografia
Nasce a Roma il 5 novembre del 1968, figlia di Ángel Sánchez-Gijón Martínez (1934-2007), un docente universitario spagnolo di storia, e di Fiorella de Angelis, un'insegnante italiana di matematica. Cresciuta in Spagna, venne chiamata Aitana in omaggio alla figlia del poeta spagnolo Rafael Alberti, la quale fu anche sua madrina di battesimo. Fa il suo debutto televisivo a soli 16 anni e, dopo una lunga gavetta, che la porta ad interpretare anche ruoli comici, si fa notare nei film del 1993 Il labirinto greco ed Il marito perfetto. La vera popolarità arriva nel 1995 grazie all'interpretazione di Victoria Aragón ne Il profumo del mosto selvatico al fianco di Keanu Reeves e Giancarlo Giannini. 
In quello stesso anno la si può vedere in altre tre pellicole, una serie televisiva e a teatro come protagonista de La gatta sul tetto che scotta. Negli anni seguenti prende parte a due pellicole di Bigas Luna, L'immagine del desiderio e Volavérunt. Conosciuta in Italia per aver recitato nel film di Gabriele Salvatores Io non ho paura, nel 2004 recita al fianco di Christian Bale ne L'uomo senza sonno di Brad Anderson. Successivamente prende parte all'opera prima di Silvio Muccino, Parlami d'amore uscita nel 2008. È stata presidente dell'Accademia d'arte e cinema Spagnola dal 1998 al 2000. Nel 2021 interpreta Teresa, la madre della protagonista, nel film Madres paralelas, che ottiene un grande successo, venendo presentato al Festival di Venezia e candidato ai Premi Oscar 2022. 

## Vita privata
È sposata dal 2002 con lo scultore Guillermo Papin Luccadane da cui ha avuto due figli: Teo (2001) e Bruna (2004).

## Filmografia

### Cinema
- Il labirinto greco (El laberinto griego), regia di Rafael Alcázar (1993)
- Il marito perfetto (El marido perfecto), regia di Beda Docampo Feijóo (1993)
- Boca a boca, regia di Manuel Gómez Pereira (1995)
- Il profumo del mosto selvatico (A Walk in the Clouds), regia di Alfonso Arau (1995)
- L'amore nuoce gravemente alla salute (El amor perjudica seriamente la salud), regia di Manuel Gómez Pereira (1996)
- L'immagine del desiderio (La femme de chambre du Titanic), regia di Bigas Luna (1997)
- Volavérunt, regia di Bigas Luna (1999)
- Celos - Gelosia (Celos), regia di Vicente Aranda (1999)
- Io non ho paura, regia di Gabriele Salvatores (2003)
- Un homme, un vrai, regia di Arnaud e Jean-Marie Larrieu (2003)
- L'uomo senza sonno (El maquinista), regia di Brad Anderson (2004)
- La puta y la ballena, regia di Luis Puenzo (2004)
- Animali feriti, regia di Ventura Pons (2006)
- The Backwoods - Prigionieri nel bosco (Bosque de sombras), regia di Koldo Serra (2006)
- Parlami d'amore, regia di Silvio Muccino (2008)
- Gli sfiorati, regia di Matteo Rovere (2011)
- Madres paralelas, regia di Pedro Almodóvar (2021)
- La jefa, regia di Fran Torres (2022)

### Televisione
- Moscacieca - miniserie TV, (1993)
- Velvet – serie TV, (2014-2016)
- Teresa d'Avila - Il castello interiore (Teresa), regia di Jorge Dorado – film TV, (2015)
- Velvet Collection (Velvet Colección) – serie TV, (2017-2019)
- Respira – serie TV, (2024)

## Riconoscimenti
- Premio Goya
  - 2022 – Candidatura alla miglior attrice non protagonista per Madres paralelas
  - 2025 -   Premio Goya alla carriera
- Festival di San Sebastián
  - 1999 – Miglior attrice non protagonista per Volavérunt
- Fotogrammi d'argento
  - 1992 – Candidatura alla miglior attrice guest star per La Huella Del Crimen
  - 1996 – Candidatura alla miglior attrice per Il profumo del mosto selvatico, La ley de la frontera e Boca a boca
  - 1998 – Candidatura alla miglior attrice per L'immagine del desiderio
  - 1999 – Candidatura alla miglior attrice per Yerma
  - 2000 – Candidatura alla miglior attrice per Celos e Volavérunt
- Asociación de Cronistas Cinematográficos de la Argentina
  - 1996 – Candidatura alla miglior attrice non protagonista per La ley de la frontera
  - 1999 – Candidatura alla miglior attrice non protagonista per L'amore nuoce gravemente alla salute

## Doppiatrici italiane
Nelle versioni in italiano nelle opere in cui ha recitato, Aitana Sánchez-Gijón è stata doppiata da:
- Ida Sansone in Velvet (s.3-4), Velvet Collection
- Roberta Pellini in Velvet (s.1-2)
- Laura Boccanera in Il profumo del mosto selvatico
- Alessandra Korompay in L'immagine del desiderio
- Micaela Esdra in Volavérunt
- Laura Romano in Respira
- Connie Bismuto in L'uomo senza sonno
- Emanuela Baroni in The Backwoods - Prigionieri nel bosco
- Monica Gravina in Moscacieca
- Emanuela Rossi in Madres paralelas

Nel film Io non ho paura, recita in italiano.